# Navahermosa
Navahermosa ist ein Dorf und eine zentralspanische Gemeinde (municipio) mit 3.592 Einwohnern (Stand: 2024) in der Provinz Toledo in der Autonomen Gemeinschaft Kastilien-La Mancha.

## Lage
Navahermosa liegt etwa 70 Kilometer westsüdwestlich von Toledo in der historischen Provinz La Mancha in einer Höhe von ca. 750 m. 
Das Klima im Winter ist rau, im Sommer dagegen trocken und warm; der Regen (ca. 601 mm/Jahr) fällt überwiegend in den Wintermonaten.

## Bevölkerungsentwicklung
| Jahr      | 1970 | 1981 | 1991 | 2001 | 2011 | 2021 |
| Einwohner | 3667 | 3731 | 3742 | 4027 | 4211 | 3600 |

## Sehenswürdigkeiten
- Reste der alten arabischen Burg von Dos Hermanas aus dem 11. Jahrhundert
- Michaeliskirche
- Sebastianuskapelle

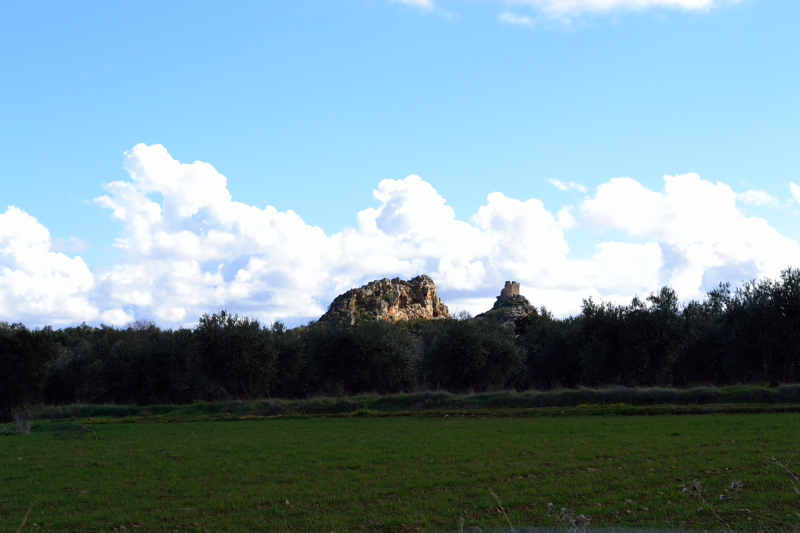
Reste der alten Burg
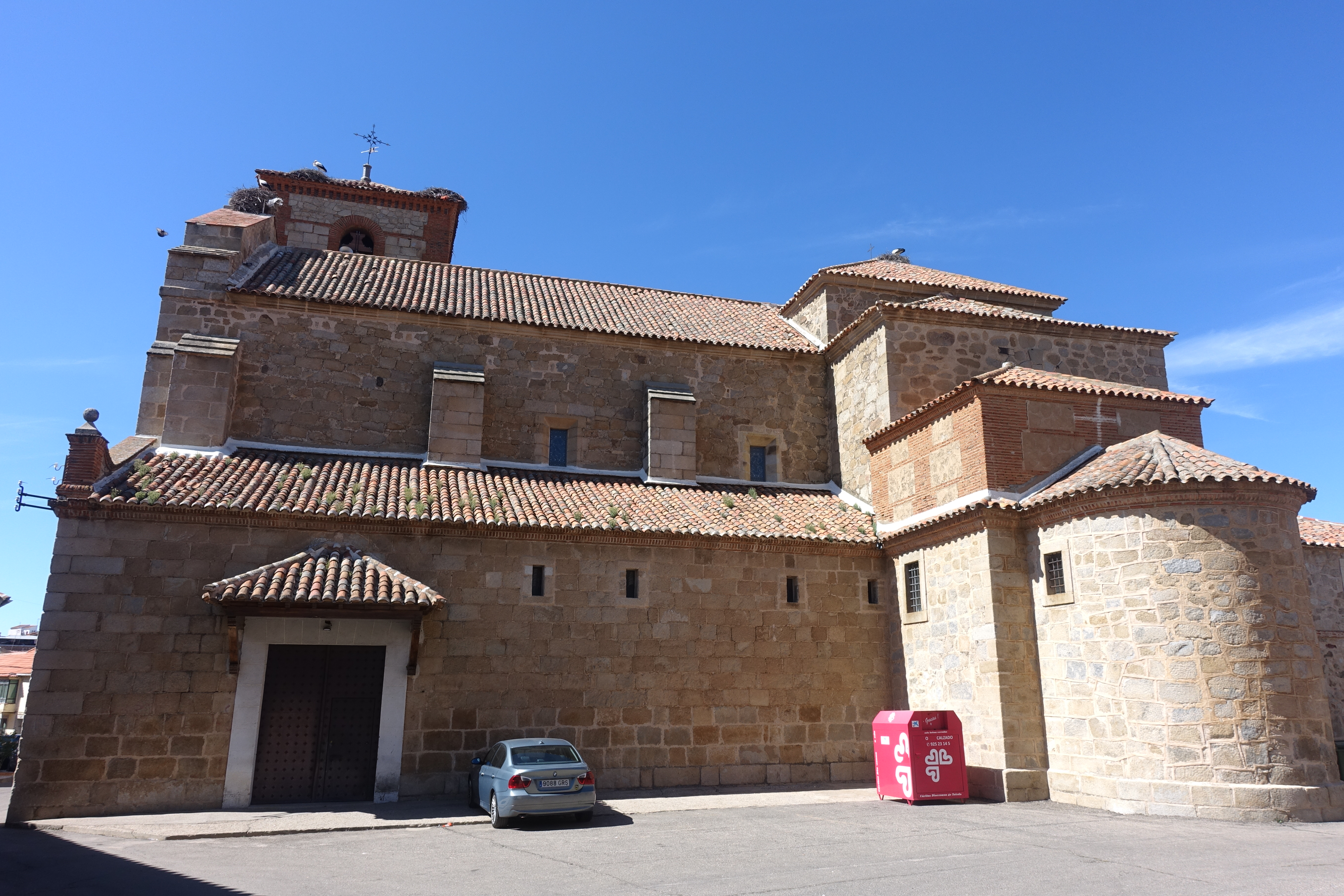
Michaeliskirche
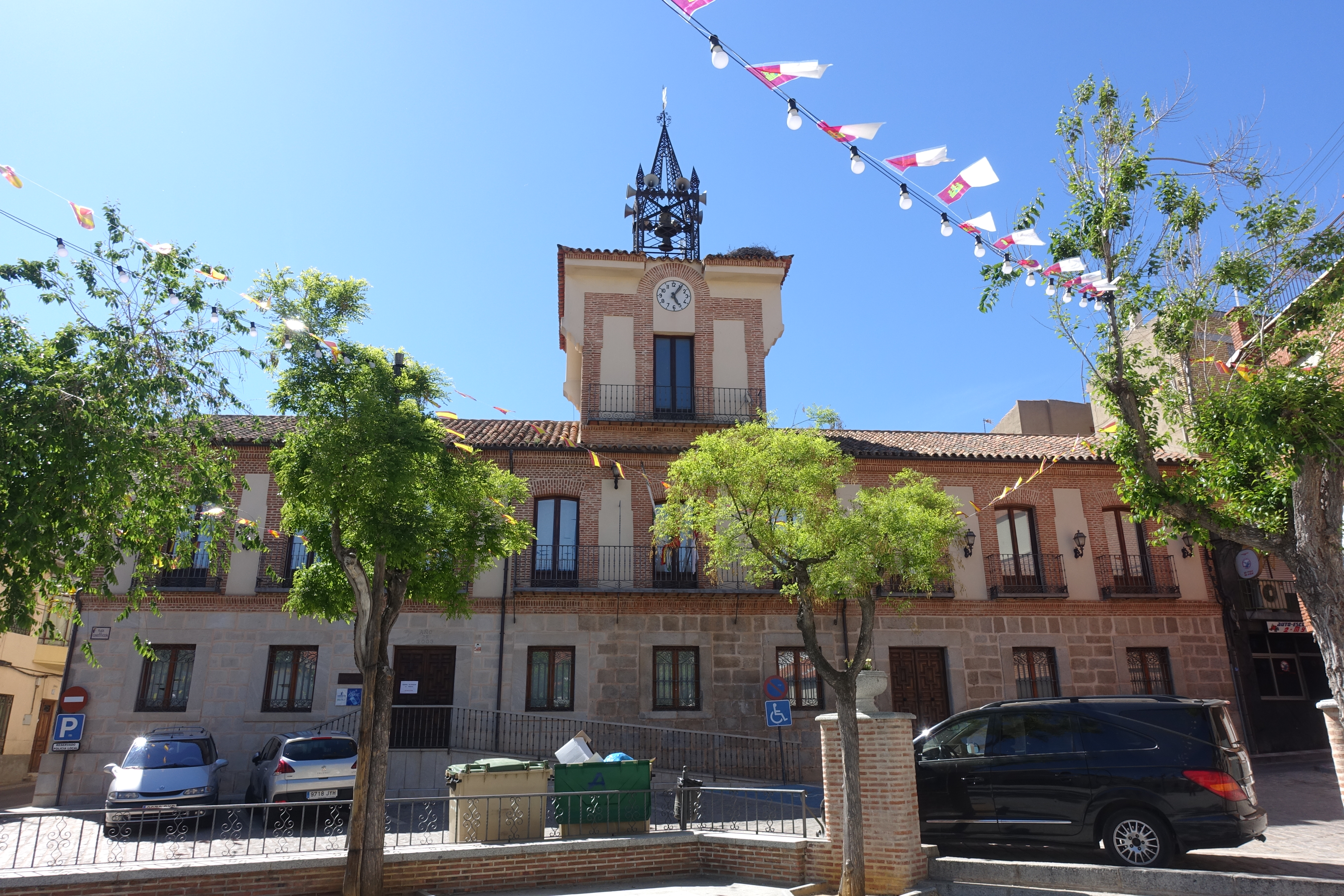
Rathaus

## Persönlichkeiten
- Juan García-Santacruz Ortiz (1933–2011), römisch-katholischer Geistlicher, Bischof von Guadix 1992–2009